# Casa Crotti
Casa Crotti è un edificio storico di Milano situato in via Moneta 1/A.

## Storia e descrizione
Il palazzo risale al XVIII secolo su commissione di un mercante milanese appartenente alla famiglia Crotti: il palazzo fu tuttavia abitato dai curatori della vicina biblioteca Ambrosiana, tra cui Achille Ratti, prefetto della Biblioteca che sarebbe diventato poi papa Pio XI. La facciata si compone di un corpo centrale, composto dall'ingresso e dalla loggia, e da due corpi laterali più alti. Il portale d'ingresso è composto da un portale arcuato mistilineo con serraglia fiancheggiato da due più piccole porte decorate con delle cornici: il portale è sovrastato dalla loggia, elemento caratterizzante del palazzo, composta da tre archi, di cui il centrale a sesto ribassato, con colonne quadrate. I due corpi laterali del palazzo presentano finestre con cornici in pietra.